# ボウ川
ボウ川（ボウがわ、Bow River）とは、北アメリカ大陸の北西部を流れる、河川の1つである。

## 概要
ボウ川は、カナダのアルバータ州を流れる全長623kmの川である。名前は、川のそばに生える木を先住民が弓にして使っていたことに由来する。
ボウ川の源流はカナディアンロッキーに存在するボウ氷河である。ボウ氷河の末端部で融解してボウ川となって流れ出した水は、付近に存在するボウ湖に一旦流れ込み、再びボウ川としてバンフ国立公園内を流れてゆく。なお、ボウ川の本流に存在する滝であるボウ滝も同公園内に存在する。その後カルガリーを経由し、グラッシーレイクの町の近くでオールドマン川と合流しサウスサスカチュワン川となる。
この川は、飲料水や灌漑および水力発電用の水の重要な水源となっている。

## 主な支流
- Pipestone River
- スプレイ川（英語版）
- Cascade River
- Kananaskis River
- Ghost River
- エルボウ川（英語版）
- ハイウッド川（英語版）

## 生物相
これはボウ川に限らないことであるものの、ボウ川の周辺にもコロンビアジリスが生息しており、しばしば目撃される。